# Слобідський провулок (історичний)
Слобідськи́й прову́лок — зниклий провулок, що існував у Дніпровському районі (на той час — Дарницькому) міста Києва, місцевості хутір Березняки, Кухмістерська слобідка. Пролягав від Розливної вулиці до вулиці Болотникова. 

## Історія
Провулок виник у середині ХХ століття під назвою Нова вулиця. Назву Слободський провулок (так у тексті рішення) набув 1955 року . Офіційно ліквідований 1971 року у зв'язку зі знесенням старої забудови.